# Filatelia

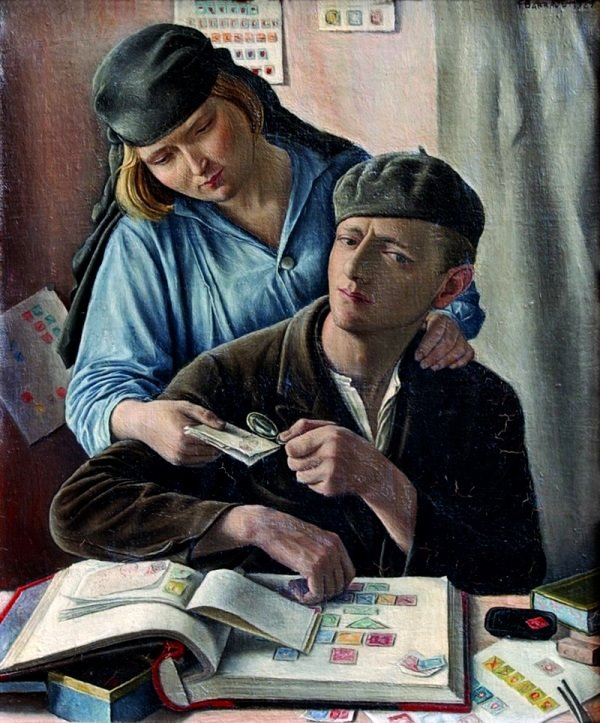
El filatelista, obra de François Barraud (1929).

La filatelia es la afición a coleccionar y clasificar sellos, sobres, enteropostales y otros documentos y a estudiar la historia postal. En los sellos queda representada parte de la historia nacional o regional de los países mediante figuras de personajes ilustres, monumentos, pinturas, flora, fauna, historia postal, etc., asuntos de interés para los coleccionistas (filatelistas) y las personas involucradas en esta materia.

## Etimología
El vocablo filatelia se debe al coleccionista francés Georges Herpin, quien lo propuso en un artículo escrito para el periódico Le collectionneur de Timbres Poste, de París, que salió publicado el 15 de noviembre de 1864. La palabra la formó de dos vocablos griegos: philos, que significa amante, amor, afición, y atelia, derivado a su vez de ateles, que significa pagado previamente o pagado de antemano.

## Historia

### Prefilatelia
Los historiadores concuerdan que en Egipto, en el siglo VI a. C., ya existía un servicio de transporte de correspondencia oficial. Los manuscritos egipcios, escritos sobre papiro, se transportaban principalmente mediante embarcaciones especiales que navegaban el río Nilo.
China, en el siglo III a. C., fue el primer país que contó con un servicio postal organizado y fue también el primero en emplear el papel en su correspondencia.
En la América precolombina también hubo un sistema de relevos para llevar mensajes e informes al tlatoani (señor gobernante) de los mexicas desde los confines de su territorio, mediante corredores llamados painani. El chasqui cumplía la misma función para el Inca de los quechuas.
Los persas, durante el reinado de Ciro el Grande (555 a. C.), establecieron un servicio de postas. Todos estos servicios eran solo para el traslado de correspondencia oficial; el público en general no tenía acceso a ellos.
En los últimos años del siglo XVII prácticamente todos los países disponían de correos oficiales y también de correos particulares organizados por comerciantes para el traslado de su correspondencia.
En 1625, durante la época del cardenal Richelieu, Francia fue el primer Estado que tomó a su cargo directamente la organización y la explotación de los servicios de correos.

### Los primeros sellos postales
Sir Rowland Hill fue el creador del sistema postal de prepago. Antes de su sistema, el servicio postal se pagaba en destino, lo que aparejaba innumerables inconvenientes, tales como que el destinatario se negara a pagar el servicio o no dispusiera de los fondos para hacerlo y los fraudes, que iban desde quedarse con el dinero del servicio hasta la utilización del sistema para simplemente avisar que una persona estaba bien o que debía hacer algo cuando recibiera el aviso, sin tener que pagar por ello.
El 14 de septiembre de 1839 el Ministerio del Tesoro de Gran Bretaña convocó un concurso para presentar propuestas para un sello postal adhesivo. Se presentaron 2.700 proyectos y finalmente se seleccionó el de Rowland Hill. Los sellos se emitieron el 6 de mayo de 1840 y el Penny Black fue el primer sello postal adhesivo que circuló en el mundo. Se emitieron 68.158.080 ejemplares.
Después del "Black Penny", el cantón suizo de Zúrich fue el segundo emisor de estampillas: el 21 de marzo de 1843 emitió los célebres 4 y 6 rappen. Después siguió Brasil, que el 1 de julio de 1843 emitió una serie de sellos llamados ojos de buey, por su parecido con los marcos metálicos de las ventanillas de los barcos, en valores de 30, 60 y 90 reis. España lo hizo el 1 de enero de 1850.
Todos los países fueron sucesivamente implantando la modalidad. En 1843 comenzaron a usarse en Suiza, y la primera nación americana que los empleó fue Brasil en el mismo año. Le siguieron los Estados Unidos de América en 1847, Chile en 1853, México y Uruguay en 1856, Perú un año más tarde, Argentina en 1858, Colombia y Venezuela en 1859, Nicaragua y Costa Rica en 1862, la República Dominicana, Honduras y Ecuador en 1865, Bolivia en 1866, El Salvador en 1867, Paraguay en 1870, y un año después Guatemala, Panamá en 1903 y Cuba, ya como nación independiente, en 1905.
Los primeros sellos, que ya venían en pliegos, se cortaban con tijeras, por lo que tenían los bordes rectos. Más adelante (1854) se añadió una serie de líneas con perforaciones que permitían separarlos limpiamente, sin herramientas auxiliares y apareció el dentado.
El primer anuncio de prensa dedicado a la filatelia apareció en 1841 en el Times londinense y es de una joven coleccionista "deseosa de empapelar su tocador con sellos usados". Pronto se extendió el coleccionismo y aparecieron los primeros catálogos o listas de sellos, con valor convenido, en 1860 (Berger-Levrault) en Estrasburgo y Poliquet en París). El primer álbum con huecos o casillas para colocar los sellos lo publica Lallier en París, en 1862, y la primera revista filatélica es The Monthly Intelligencer de Liverpool (Inglaterra). Continuó extendiéndose la afición: en todas las naciones se formaron núcleos de filatelistas, de los que muchos se distinguieron por sus estudios, sus soberbias colecciones o por las empresas comerciales que fundaron relacionadas con el sello. También surgieron en las ciudades importantes asociaciones dedicadas al intercambio filatélico, y comenzaron las ventas públicas y subastas, en las cuales se llegaron a alcanzar altos precios.

### Fabricación, características de los sellos postales y su interés filatélico
En la fabricación de los sellos se utilizan todos los procedimientos gráficos (tipografía, litografía, grabado de talla dulce, huecograbado y fotografía); pero el más bello, sin duda, es el grabado a buril sobre plancha metálica con la impresión mediante la prensa llamada tórculo, denominado calcografía. Este procedimiento es, además, el más difícil de falsificar. Primero se hace el grabado con buril, después se moja el papel que luego pasa a una prensa, donde -todavía húmedo- se imprime hoja por hoja en máquinas calcográficas o en tórculo automático. Las hojas pasan después a los revisadores que examinan los pliegos y separan aquellos que se encuentren defectuosos. Una vez seca la impresión, van las hojas a la máquina numeradora -si se numeran-, luego a la engomadora, y cuando están secas, a la que hace el trepado o perforado, que es la última operación. Este sistema, de impresiones muy bellas, es lento; por eso, para las emisiones de grandes números se emplean el huecograbado rotativo y la fotolitografía, procedimientos muy rápidos, en los que se hace el dibujo en papel y la imagen es transportada al metal por procedimientos fotomecánicos.
En el papel se ha de tener en cuenta, aparte del color y el grosor, la filigrana o marca especial de agua que puede distinguirse al trasluz o mediante el filigranoscopio, que consiste en una pequeña bandeja de fondo plano y negro, en la cual se deposita el sello cara abajo; se humedece con una gota de bencina y enseguida se hace visible el signo o letras de la filigrana. Según sea esta, el sello puede pertenecer a una u otra emisión. Las filigranas son muy variadas y algunas muy curiosas. 
El perforado o trepado constituye otro elemento distintivo, ya que existen diferentes tipos de dentado (de peine, de línea), y se clasifican según el número de dientes del sello por cada 2 cm. Los antiguos no estaban perforados, aunque lo mismo sucede con algunas emisiones modernas.

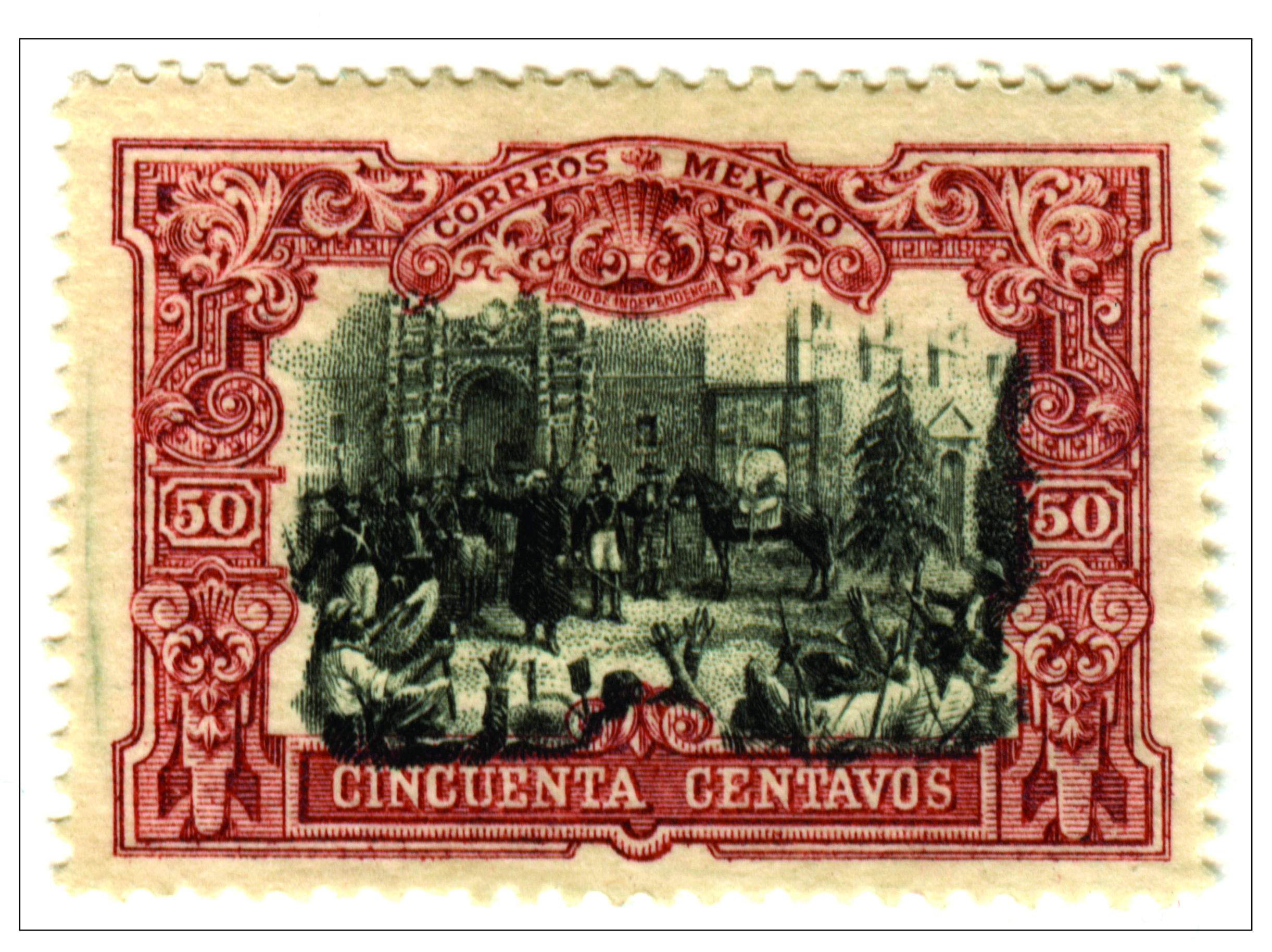
Centenario de la Declaración de Independencia de México.

La forma de los sellos es muy variada; los hay cuadrados, rectangulares, triangulares, hexagonales, romboidales, etc., y dentro de estas formas las dimensiones son variadísimas, desde el gigantesco sello estadounidense para franqueo de periódicos de 1866, de 99 por 55 milímetros, hasta el diminuto de la colonia británica de Victoria. En cuanto a los colores, existe una gama muy extensa. Una forma de coleccionar es reunir variedades de color. Se han llegado a distinguir hasta 400 tonalidades diferentes. 
Se llama valor facial el que lleva expresado el sello de la moneda del país a que pertenece, y que oscila desde valores insignificantes (como el sello español de un cuarto de céntimo de peseta) hasta valores elevadísimos (como el de Kenia de 100 libras esterlinas). La tirada de cada emisión oscila también grandemente: las ha habido de unas docenas de ejemplares y otras de muchos millones.
Es maravilloso el derroche de inventiva, talento y arte de los artistas diseñadores de las viñetas; se hallan detalles curiosos en las orlas o inscripciones, composiciones armónicas y equilibradas, alardes de concepción, coloridos acertados. Muchos constituyen verdaderas obras de arte por el tema, la impresión delicada, la armonía de color y los bellos dibujos.
Existen el sello tipo y las variedades. El primero es el proyectado, con características, precio, etc., bien determinados; pero supongamos que una vez comenzada la emisión se inutiliza la máquina trepadora y hay que utilizar otra, el resultado será tener sellos con dentado diferente, que constituirán una variedad. Como se comprenderá, las variedades de cada tipo pueden ser muchas o pocas. Otra modificación que altera los sellos de una emisión en todo o en parte son la sobrecarga y la habilitación, que consisten en aquellas sobreimpresiones que se imprimen con posteridad a la impresión general. Pueden servir para alterar su valor facial -sobrecarga-, modificar el uso para el cual estaba destinado -habilitación-, o para indicar un cambio de régimen en la nación a que pertenece, como por ejemplo, los que llevaban la habilitación HPN o "Habilitados por la nación" en España, tras el reinado de Isabel II.
Los sellos con errores o defectos alcanzan por lo general gran valor por su escaso número. Pueden darse errores de color, si aparecen con color equivocado. Otras veces aparece una parte del sello imprimida en sentido inverso, como el famoso sello aéreo estadounidense con el avión invertido. Se llama tête-bêche a la pareja de sellos en que uno está invertido totalmente. Si la placa se deteriora por accidentes imprevistos, salen algunos sellos defectuosos, y al ser reparadas las planchas y continuar la tirada aparecen los llamados retocados. Otros errores son los de origen, por equivocación del artista, como el sello en que aparece Colón usando un anteojo que se inventó 200 años después de su muerte.
Las rarezas y curiosidades del mundo de los sellos son infinitas; nos limitaremos a referir algunas. El sello de un centavo de la Guayana británica ("Magenta de 1 centavo"), de 1856, debe su alto valor a un descuido de la administración británica, que olvidó enviar los pliegos de sellos a dicha colonia. Entonces, el gobernador se vio obligado a hacer una tirada modesta, en la que estampó su firma en los sellos para evitar falsificaciones. En Rusia se retiró una emisión que llevaba la efigie del zar, por considerar poco respetuoso que la figura imperial fuera hollada por el matasellos. Otra estampilla muy buscada es la brasileña que conmemora la visita del rey Carlos I de Portugal. 
En cuanto a los temas, son infinitos. Hay sellos cartográficos, con mapas, como algunos de Irlanda (Eire) y la emisión de Turquía de 1922. Otros muestran montañas, como los sellos ecuatorianos, en que aparece el Chimborazo. Los ríos son muy reproducidos, como en los sellos canadienses de 1928 como el San Lorenzo. El lago Amatitlán aparece en varios sellos de Guatemala. Entre las cascadas citaremos la emisión argentina del Iguazú. Los animales son temas recurrentes: la jirafa de Nyassa, el camello en los de Touva, y el orangután en los de Borneo, son buenas muestras.
Las tiradas de los valores altos son limitadas, oscilan entre 10 000 y los 30 000 ejemplares. Hay países muy aficionados a las emisiones, como Turquía. Los valores filatélicos pueden ser enormes. El sello citado de la Guayana Inglesa se ha vendido en subasta por un valor de 9,5 millones de dólares.
En la filatelia se agrupan los sellos según la clase de servicio a que se destinen. Así tenemos los de correo aéreo, correo ordinario, la correspondencia urgente, los benéficos (para proporcionar donativos para obras humanitarias), los de guerra (patrióticos y de ocupaciones militares), los de tasa (para suplir el franqueo insuficiente), de telégrafos, correspondencia oficial, etc.
Por último hay otros sellos menos coleccionados: para impresos, certificados, paquetes postales y encomiendas, teléfonos, franquicias de organismos oficiales y timbres o sellos fiscales o de impuestos. 
Conforme ha ido aumentando la importancia de la filatelia, han ido aparecido más sellos falsos, imitaciones ingeniosas por las que se han pagado grandes sumas.
Además del sello suelto, se usa también la pareja, que puede ser vertical u horizontal. Si son tres se llama tira o banda. Un conjunto de cuatro o más sellos, con dos a lo menos en una banda, se llama bloque; los más corrientes son de cuatro y de nueve. Destinadas a los aficionados se emiten hoy las hojitas, que constan de varios sellos distintos en el centro de una hoja de papel, con inscripciones alusivas en el margen. Hasta los primeros años de nuestro siglo se preferían los sellos matados, o sea, hollados por el matasellos; hoy abundan los coleccionistas que prefieren sellos nuevos, alegando que el aspecto de la estampilla es más atractivo. Sin embargo, hay casos en que el matasello aumenta el valor del sello porque es más difícil hallarlo circulado que en nuevo.

## Coleccionismo

### Inicios
El conde de Villayer implantó en París en 1653 la venta de unos sobres uniformes para la correspondencia -que se ofrecían a dos sueldos- pero fracasó en su empeño. Hasta el siglo XIX, en 1839, no resurge de nuevo la idea, rescatada por un maestro de escuela inglés, Rowland Hill, progresista y emprendedor. Propuso al gobierno un plan para pago previo del transporte postal mediante sellos o estampillas adheridas, que fue aceptado, y se puso en funcionamiento el 6 de mayo de 1840. Un año después ya hay noticia del primer coleccionista: un tal doctor Gray, cuya afición provocó las burlas de sus contemporáneos.

### El coleccionismo y su influencia
Es grande el influjo educativo de la filatelia, pues todo coleccionista aumenta sensiblemente su caudal de conocimientos, sin necesidad de penosas y largas horas de estudio. Los conocimientos de historia, geografía, van atesorándose, y crece el afán de saber más y más sobre países, hombres, paisajes, a los que nos asomamos mediante esas ventanitas del mundo que son los sellos. Ya en los primeros tiempos de la filatelia se intuyó su capacidad pedagógica y fue introducida oficialmente en las escuelas británicas en una reglamentación de 1855, como deporte y cultura. El sello tiende, por lo general, a aumentar de valor al disminuir el número de ejemplares de cada emisión por pérdidas y deterioros; este incremento de valor, a veces, resulta asombroso, llegando a multiplicar por mil o dos mil su valor inicial. Si la selección de los ejemplares se hace con acierto, constituye siempre una inversión y una garantía económica para el día de mañana. El ejercicio de la filatelia desarrolla cualidades de orden y cuidado, de pulcritud y esmero. Desarrolla el espíritu analítico y de observación.

### Actividades de filatelistas
Se han celebrado grandes exposiciones filatélicas, como la de Berlín de 1930, la de Buenos Aires de 1950 y la de Nueva York en 1956. En las grandes ciudades se reúnen bolsas filatélicas al aire libre, donde los filatelistas conversan, cambian, compran y venden. Son famosas la de Buenos Aires en el Parque Rivadavia y la de Barcelona de la Plaza Real. Existen además los clubes filatélicos, con numerosos asociados, que intercambian correspondencia amistosa, sellos, postales, revistas, etc., y muchos editan publicaciones interesantes.
Muchos filatelistas avanzados se especializan en sellos conmemorativos, aéreos, hispanoamericanos, de colonias británicas, etc., ante la imposibilidad de abarcar toda la enorme cantidad de estampillas emitidas en la actualidad. 

### Formas de coleccionar
Los sellos solían adherirse al álbum con unos fijasellos, también llamados charnelas (del francés charnière), papel engomado y transparente que se utilizaba doblado a modo de pequeña bisagra. Sin embargo, esta es una práctica en total desuso -al menos en lo que refiere a los sellos nuevos (no utilizados ni matasellados)-, ya que provoca la pérdida (mayor o menor según el sello) de parte del valor de las piezas debido a que al quitar el fijasellos del sello siempre deja una señal en la goma. En los catálogos suele haber tres listas de precios: una para las sellos nuevos sin señal de charnela; otra, de cotizaciones siempre inferiores, para piezas -nuevas- con señal de charnela; y la tercera para sellos los matasellados o circulados (suele decirse "usados"), cuya cotización es generalmente más baja, aunque se dan casos en que esta es muy superior a cualquiera de los dos tipos de sellos no circulados. 
Es preferible el uso de los filoestuches, que permiten poner y quitar los sellos del álbum para examinarlos y que, al contrario que los fijasellos, no les producen ninguna agresión. 
Son instrumentos útiles para el filatelista el filigranoscopio al que ya nos hemos referido; el odontómetro, que es una lámina de cartón o plástico con hileras rectas de puntos de diferente grueso y separación, que nos indican cuántos dientes del perforado de un sello entran en dos centímetros. Se ajusta el margen del sello sobre estas hileras hasta encontrar la que coincide con la perforación de nuestro ejemplar. Diremos que un sello es de dentado 12, si entran 12 dientes en un espacio de 2 centímetros. Las pinzas, empleadas para coger el sello, evitan que este se doble o manche, y la lupa puede permitirnos apreciar detalles distintivos imposibles de observar a simple vista.
Los Catálogos filatélicos, obras cuidadosamente preparadas en las que figuran por orden de aparición y de emisión todos los sellos del mundo, son indispensables para el coleccionista. Sirven de base para ordenar las colecciones, dictan criterio sobre cuáles ejemplares deben o no considerarse con valor filatélico, y fijan un valor monetario a cada sello, que se aplica no solo a operaciones de compra y venta, sino a las transacciones o cambios. Los catálogos aparecen anualmente y los más famosos y vendidos universalmente son el de Ivert-Tellier, francés; el de Gibbons, inglés, y el de Scott, estadounidense. 
Los mejores álbumes para sellos son aquellos que permiten intercalar hojas sueltas en las que se fijan los últimos ejemplares al final de cada país. En el comercio existen álbumes de hojas adecuados tanto para principiantes como para coleccionistas de importancia.
Entre los coleccionistas más destacados se encuentra Jorge VI, cuya colección fue comenzada por Eduardo VII y cuenta con numerosas rarezas. Otro coleccionista distinguido fue Franklin D. Roosevelt. El rey Víctor Manuel de Italia y el zar Nicolás de Rusia fueron también filatelistas. La colección más famosa ha sido la de Philipp von Ferrary, comenzada en 1865 y vendida en subasta en París en 1923 por dos millones de dólares. Otras colecciones notables han sido la de Castle, de sellos europeos; la de Durin; la del barón Rothschild, y la de Hind, poseedor del único ejemplar del célebre sello de la Guayana Británica. Notable coleccionista ha sido Doring Beckton, presidente de la Real Sociedad Filatélica británica, que al morir dejó 154,021 sellos diferentes.
Merecen mención especial los sellos conmemorativos emitidos para celebrar algún hecho notable o fecha importante. Tienen valor histórico y cuentan con magnífica aceptación entre los aficionados. Su valor pictórico y artístico suele ser excepcional, y son los más bellos ejemplares de cualquier colección. Entre los más notables citaremos las numerosas series conmemorativas norteamericanas; las españolas de Goya y Monserrat; las dedicadas a la Unión Postal Universal y a las olimpiadas.

## Implicaciones
Más que la cantidad, es la rareza de los ejemplares lo que le da valor a una colección. Algunos sellos, en particular los que tienen errores de impresión, raros pero conocidos, llegan a adquirir un valor comercial muy elevado y son difíciles de conseguir.
Los sellos de correos, llamados timbres y estampillas en varios países de la América hispanoparlante, han dado origen a una de las actividades coleccionistas más extendidas en el mundo y entre todas las clases sociales. Esta afición ha originado importantes industrias y comercios, cuenta con revistas especializadas e incluso constituye una fuente de ingresos para algunos estados.

### Instrumentos filatélicos

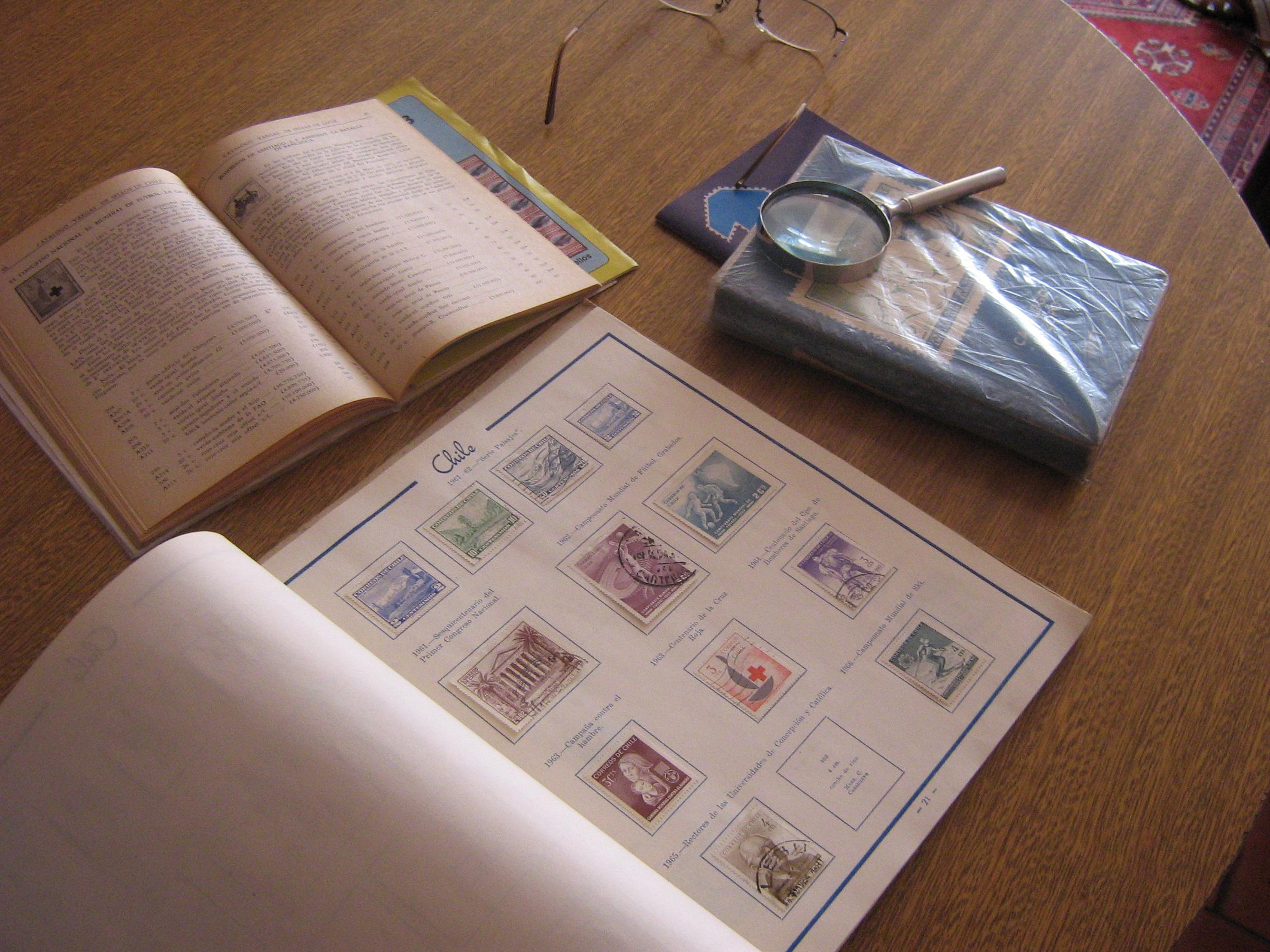
Catálogo para identificar estampillas.

- Lupa: Esencial para ver los pequeños detalles de los sellos.
- Microscopio: Sirve para ver detalles aún más pequeños.
- Odontómetro: Sirve para medir el dentado de los sellos.
- Filigranoscopio: Sirve para detectar la filigrana o marca de agua. Es un recipiente de color negro en el cual se depositan unas gotas de bencina rectificada o gasolina blanca (algunos utilizan gasolina para encendedores) y se coloca el sello o timbre con el anverso hacia abajo. Estos líquidos, al ser muy volátiles, se requieren usar lejos del fuego y en lugares ventilados. Ninguno de los dos líquidos afecta la goma de la estampilla. También existen filigranoscopios que utilizan una fuente de luz.
- Regla milimétrica: Sirve para mediciones en la estampilla. Existen reglas en las cuales los milímetros están divididos en medios milímetros y los hay con cuartos de milímetro.
- Micrómetro: Sirve para medir el espesor del papel.
- Lámpara de luz ultra violeta (UV) : Se utiliza para la detección de luminiscencia de los diferentes tipos de goma y papeles usados en las estampillas así como también la tinta de seguridad que a simple vista no se ve. Existen lámparas de onda corta y onda larga.
- Catálogos: Contienen precios orientativos e información técnica como el dentado, la tirada, tipo de impresión y el papel. Son publicados por empresas especializadas y tienen su origen en las listas de precios de los comerciantes.
- Pinzas: Para evitar manipular los sellos con las manos, sin dañarlos ni marcarlos.
- Clasificador: Libro con bandas transparentes que sirven para colocar y ordenar los sellos.
- Álbum filatélico: Editado por casas comerciales especializadas. Anualmente publican suplementos por países, con las hojas ya diseñadas. Con la popularización de la informática, existe una tendencia creciente al diseño e impresión propios por cada coleccionista.
- Filoestuches: Bandas adhesivas para sostener y proteger los sellos en el álbum.
- Caja de luz: Es muy útil para detectar adelgazamiento del papel, roturas y reparaciones realizadas en la estampilla. Hoy día, se puede utilizar la pantallas de los dispositivos móviles.

### Modalidades de coleccionismo

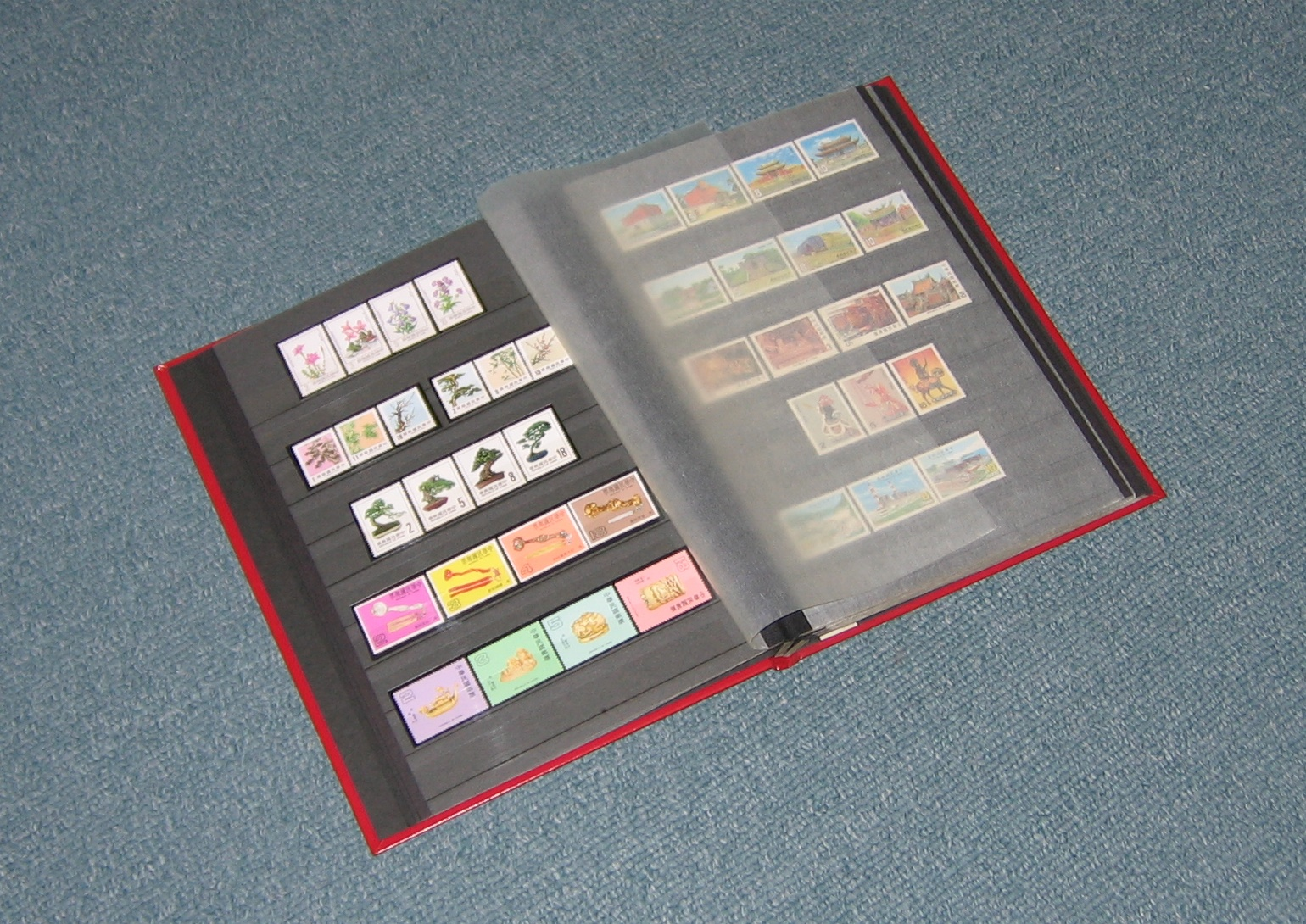
Clasificador de bandas para almacenar sellos.

Bajo el término filatelia se engloban varias disciplinas y modalidades de coleccionismo:
- Filatelia técnica. Consiste en el estudio y documentación del proceso de diseño, creación e impresión del sello.
- Historia postal. Utilización del sello sobre pieza, períodos de uso, anulaciones y marcas complementarias.
- Historia del correo. Decretos, disposiciones y documentos relativos a la organización y funcionamiento del correo.
- Prefilatelia. Correo y marcas empleadas antes de la aparición del sello.
- Filatelia temática. Orientada al coleccionismo del motivo representado en el sello.
- Países. Coleccionismo especializado en las emisiones de un determinado país o territorio.

### Catálogos especializados
Son publicaciones para identificar y clasificar los sellos postales, así como para conocer su valor en el mercado. Reproducen cada uno de los sellos emitidos y se utilizan como herramienta principal por los coleccionistas. Los principales catálogos mundiales son:
- Catálogo Scott: editado en Estados Unidos
- Catálogo Michel: editado en Alemania
- Catálogo Yvert et Tellier: editado en Francia
- Catálogo Stanley Gibbons: editado en Gran Bretaña

Existen también catálogos especializados de algunos países:
- Catálogo Edifil: editado en España
- Catálogo Mello Teggia: editado en Argentina
- Catálogo en línea Casandra: de España

## Curiosidades filatélicas
- Aunque generalmente se acepta que Sir Rowland Hill, administrador postal inglés, fue el inventor del sello, las primeras muestras adhesivas fueron impresas en 1834 por James Chalmers, de Dundee (Escocia).
- Los sellos del Reino Unido nunca han llevado el nombre del país, solo la efigie del soberano. El primero que incorporó una ilustración adicional fue el conmemorativo de Wembley, emitido el 23 de abril de 1924.
- El Reino Unido nunca ha emitido sellos aéreos.
- Ningún sello de los Estados Unidos lleva la efigie de una persona viva, aunque muchos estadounidenses han sido honrados en vida y han aparecido en los sellos de otros países. La única excepción fue en septiembre de 1861, con la emisión que representa a Jefferson Davis, único presidente de los Estados Confederados de América.
- Aunque son las formas que más abundan, no todos los sellos son cuadrados o rectangulares. Los hay romboidales, triangulares e incluso circulares, ovales, hexagonales, octogonales y de formas irregulares.
- El sello más grande que se conoce fue emitido por China en 1913. Era de correo urgente y medía 24,8 cm x 7 cm.
- El sello más pequeño fue emitido por el estado de Bolívar (1863-1866), parte de los entonces llamados Estados Unidos de Colombia. Media 8 mm × 9.5 mm.
- El sello más valioso del mundo es el Tre skilling amarillo de Suecia de 1855. En 1996 se vendió por 2.600.000 francos suizos (más de 2 millones de dólares americanos). Por su peso, es el objeto más caro del mundo, pues costó cerca de 71 millones de dólares por gramo.
- El error más famoso y valioso en un sello de Estados Unidos es el Inverted Jenny; ocurrió en el ejemplar de un timbre de correo aéreo puesto a la venta el 14 de mayo de 1918 con la figura de un avión invertido. El coleccionista W. T. Robey compró una hoja que fue vendida a un comerciante por 15 000 US$. Este la vendió a su vez a otro coleccionista por 20 000 US$. En 1979 un bloque de 4 sellos de la hoja se vendió en 500.000 US$. Más recientemente, se alcanzaron valores de 750.000 dólares por un solo ejemplar.
- El sello más curioso del mundo probablemente sea uno que emitió Bután y que en realidad es un pequeño disco musical que reproduce el himno nacional del país.

- En cuanto a materiales distintos del papel, Portugal emitió en 2007 un sello realizado en corcho, al igual que Ecuador, que lo hizo en 2009.
- Hasta 1850, cuando comenzaron a emitirse sellos nacionales, las ciudades suizas usaban sus propios sellos. Las cartas locales llevaban solo uno; las dirigidas a otras ciudades, dos.
- La Unión Postal Universal se fundó en Berna (Suiza) el 15 de septiembre de 1874 para regular el intercambio de correo postal entre los países. Hoy en día es una entidad dependiente de las Naciones Unidas .
- Algunos célebres aficionados a la filatelia fueron Franklin D. Roosevelt, Herbert Hoover, Jorge V de Inglaterra, Carol II de Rumania, Alfonso XIII de España, Nicolás II de Rusia, Guillermo II de Alemania, Freddie Mercury y Nicolas Sarkozy.
- En el cuento un secreto en la ventana de Norma Huidobro se menciona a "la dama de Elche", una estampilla única creada en el siglo XXI.

## Galería

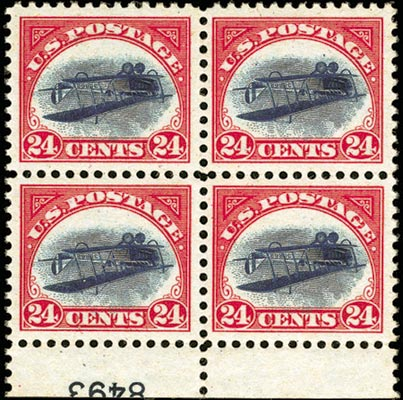
Inverted Jenny, es un sello defectuoso de los Estados Unidos, ha alcanzado cifras de hasta 2.000.000 de dólares.
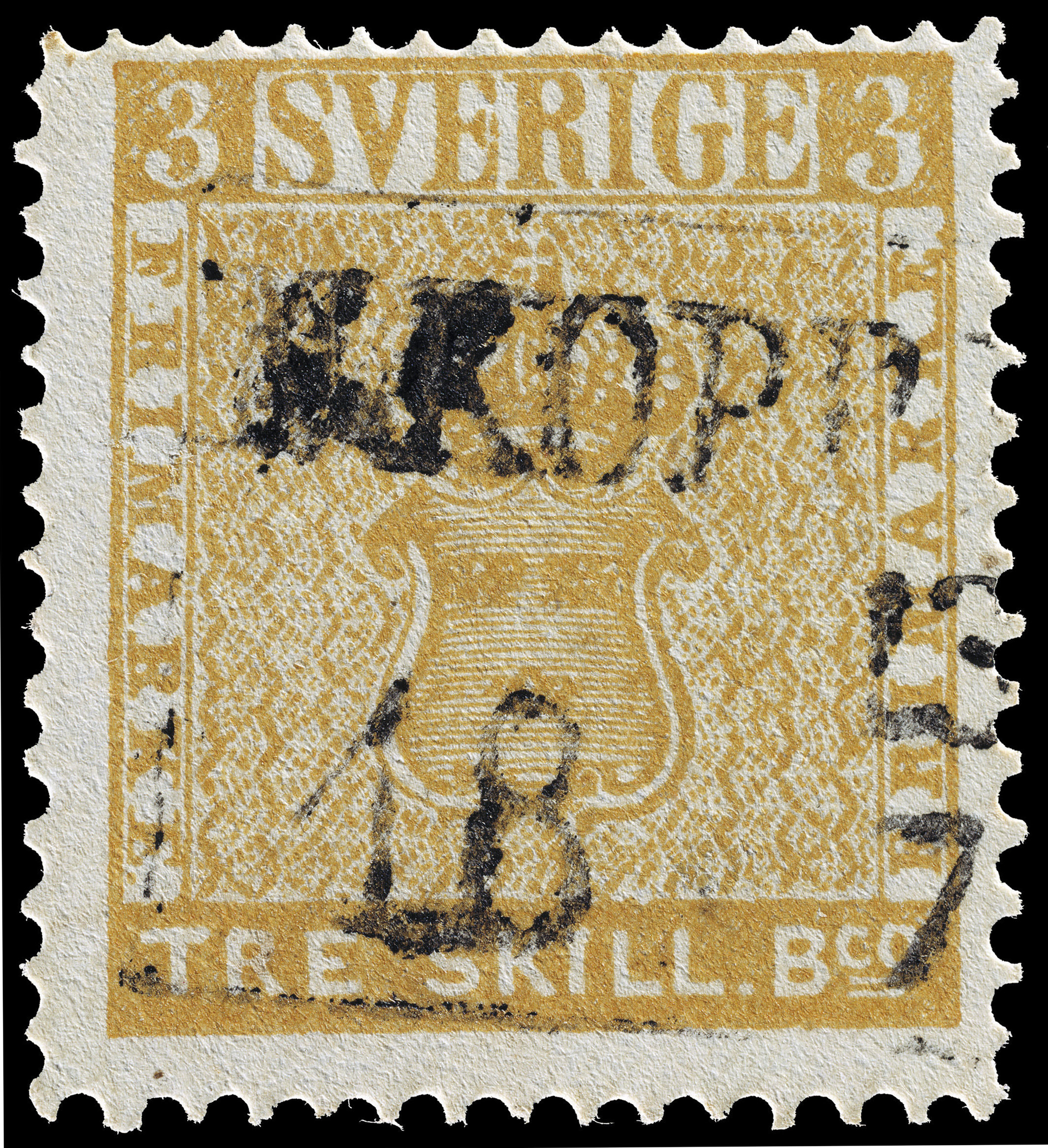
Tre Skilling, fue vendido por 2.300.000 dólares.
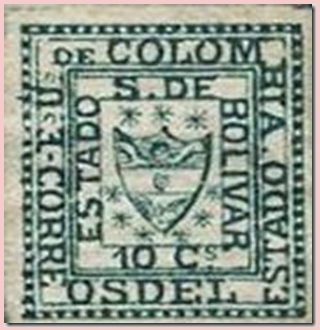
El sello más pequeño del mundo, fue emitido por el estado de Bolívar (1863-1866), parte de los entonces llamados Estados Unidos de Colombia. Media 8 mm × 9.5 mm.
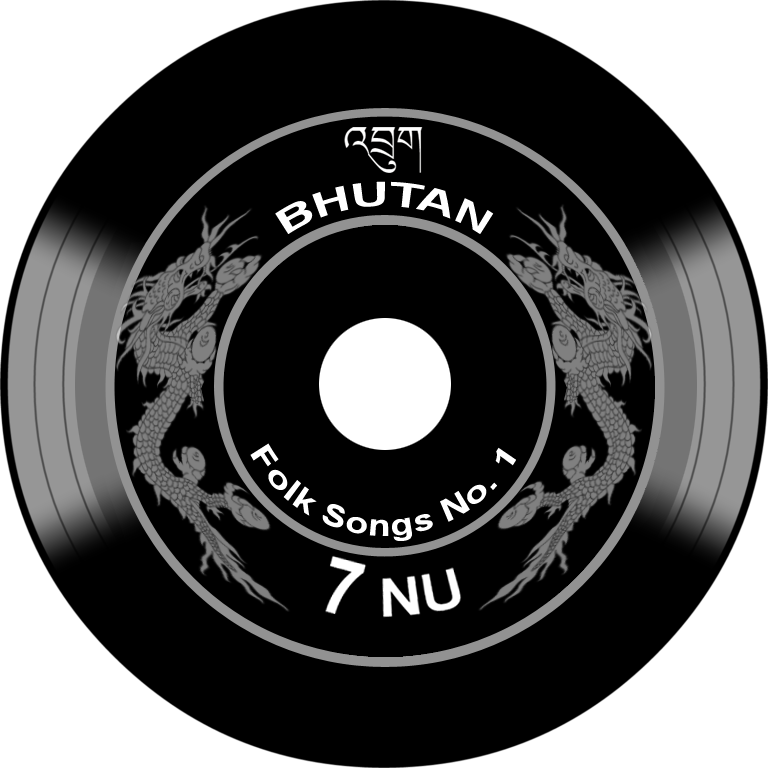
Sello butanés con forma de disco de vinilo.Tiene la capacidad de reproducir el himno nacional de Bután.
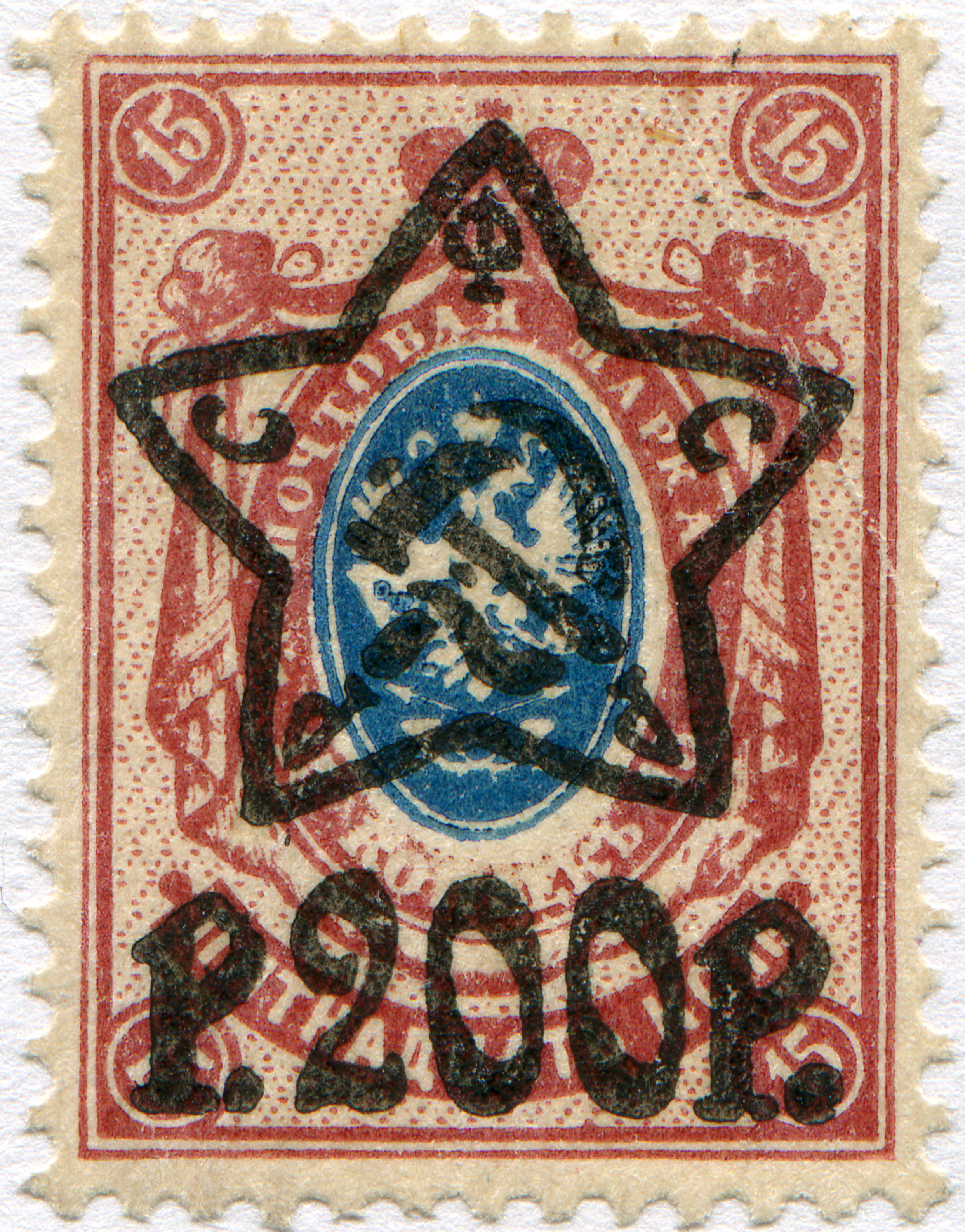
Sello de la Unión Soviética.
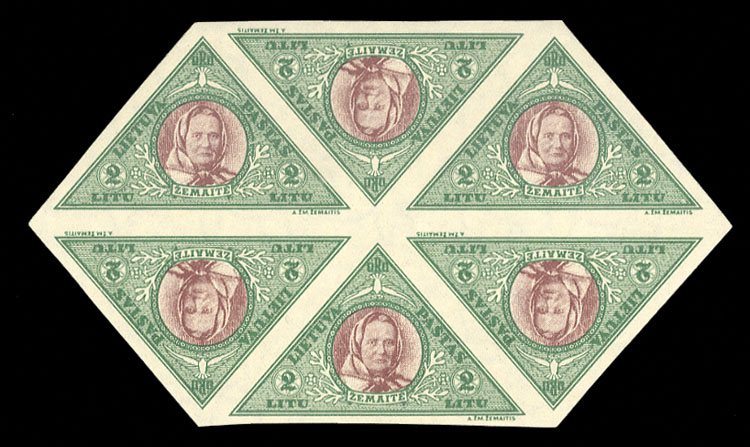
Sello con forma de Hexágono.
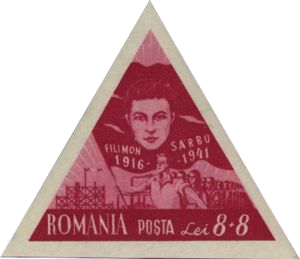
Sello triangular rumano.
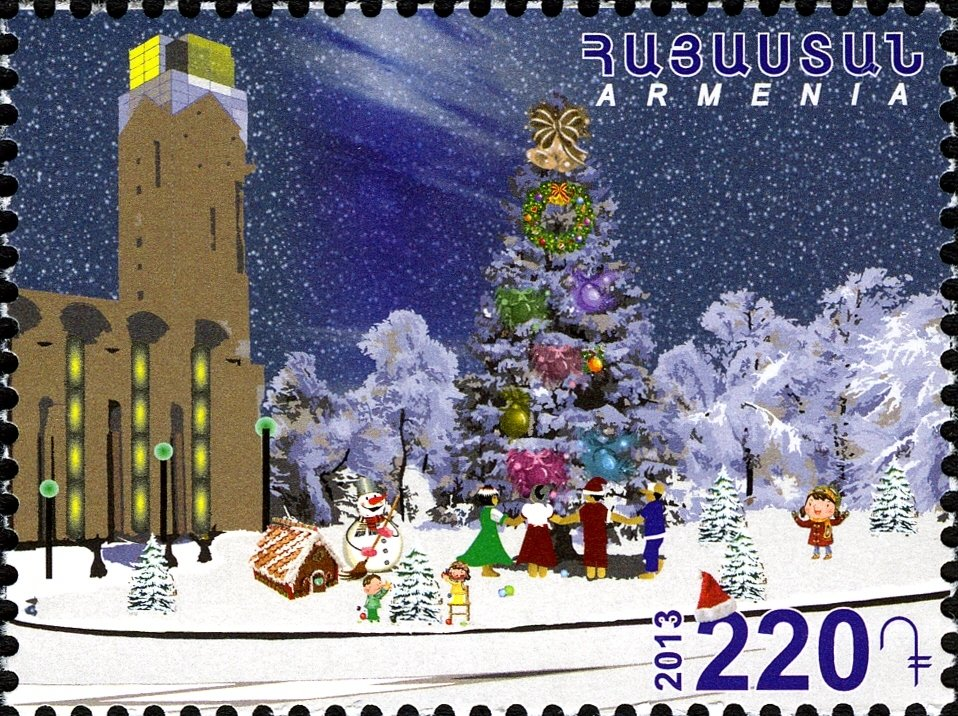
Sello de Armenia con motivo de navidad.
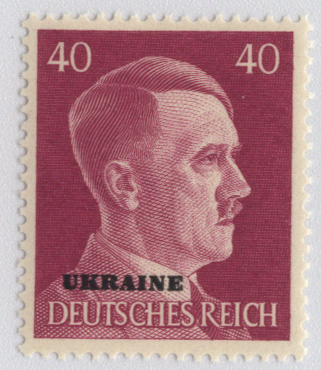
Sello alemán de Adolf Hitler.
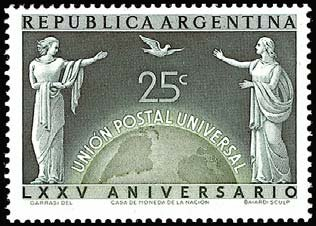
Sello de Argentina.

## Sociedades filatélicas
- Academia Hispánica de Filatelia
- Academia Nacional de Filatelia Rusa
- American Philatelic Society (APS)
- Jalisco Filatélico, el club más antiguo de México
- Federación Argentina de Entidades Filatélicas (FAEF)
- Federación Europea de Sociedades Filatélicas (FEPA)
- Academia Europea de Filatelia (AEF)
- Sociedad Filatélica de Chile, fundada en 1889
- Federación Internacional de Filatelia, (FIP), fundada en París en 1926
- Sociedad Filatélica Argentina, (SOFIRA)
- Sociedad Filatélica de El Salvador
- Federación Española de Sociedades Filatélicas, (FESOFI)
- Sociedad Filatélica de Puerto Rico

En España, Afinsa (1980) y Fórum Filatélico (1979), entidades que captaban ahorros para invertirlos en sellos, fueron intervenidas en 2006 acusadas de ser estafas piramidales.